# مقاطعة أوديسا
مقاطعة أوديسا أو أُدِسَّة (بالأوكرانية: Одеська область)، (بالرومانية: Raionul Odesa) هي مقاطعة في جنوب غرب أوكرانيا. المركز الإداري للمقاطعة هو مدينة أُديسا. ويبلغ عدد سكان المنطقة 2،687،543 (اعتبارا من 2008) وتغطي مساحة 33،310 كم².

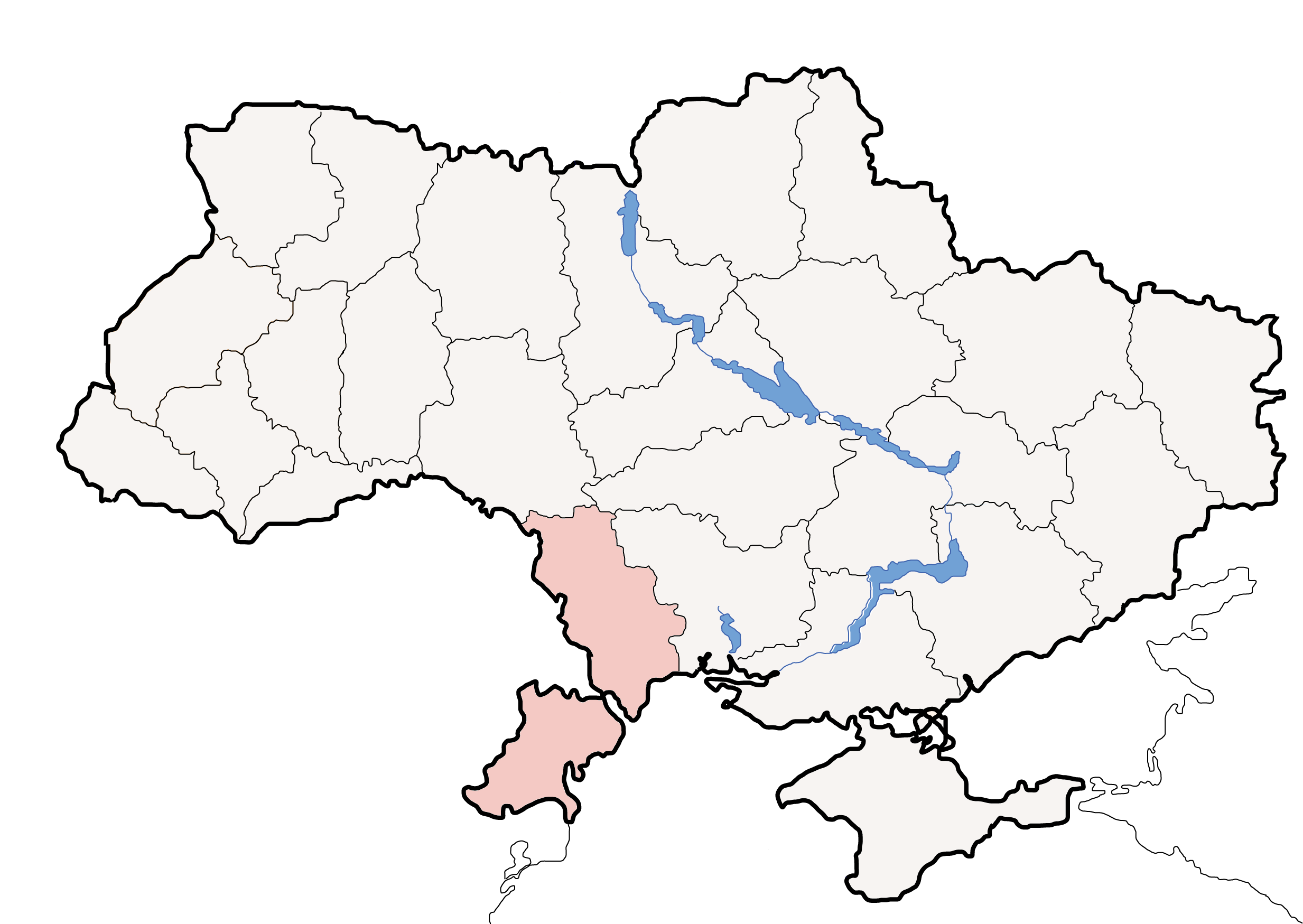
موقع مقاطعة أوديسا

## توأمة
لمقاطعة أوديسا اتفاقيات توأمة مع:
- كاناغاوا (14 أكتوبر 1986 - )